# Henri Miro
Henri Miro   (Tàrrega, 13 de novembre de 1879 - Montreal, 19 de juliol de 1950) va ser un compositor, director, pianista i crític musical quebequès d'origen català. Va ser un director pioner de la ràdio canadenca i les seves obres es van representar a tots els principals llocs d'actuació de Montreal. És conegut sobretot per les seves òperes, tot i que l'Orquestra Simfònica de Montreal va interpretar part de la seva música simfònica.

## Joventut i estudis
Nascut a Tàrrega, Lleida, Miro va començar la seva formació musical amb el pare Domingo de Guzmán al monestir de Montserrat. El 1895 ingressà al Conservatori de Barcelona, on fou deixeble de Benvingut Socias i Mercadé. Després d'obtenir el diploma, es va traslladar a França el 1898 on va ser director d'una companyia d'òpera durant quatre anys.

## Carrera
El 1902 Miro va emigrar a Montreal on va actuar com a compositor / arranjador, director, pianista i pedagog. Entre els seus estudiants destacats hi havia Lucio Agostini, Fleurette Beauchamp i Rafael Masella. El 1936 fou el primer guanyador del concurs de composició "Société des concerts symphoniques" de Montréal per les seves Scènes mauresques i l'obra fou estrenada per aquella orquestra a "Plateau Hall" el 3 d'abril de 1936 sota la direcció de Wilfrid Pelletier. També fou guardonat amb el premi Jean Lallemand. Premi per aquesta composició.
El 1904 la Missa solennelle de Miro es va estrenar al Monument-National i el 1914 es va estrenar la seva opereta Le Roman de Suzon al teatre Princess. Aquest últim treball va ser revifat diverses vegades fins a finals dels anys vint; inclosa per la "Société canadienne d'opérette" el novembre de 1925. El maig de 1915 la seva òpera A Million Dollar Girl es va muntar per primera vegada a Montreal. Va escriure una segona opereta, Lolita, que es va estrenar a CBC Radio el 9 de gener de 1944.
El 6 de novembre de 1928, Jean Goulet va dirigir l'estrena de la cantata Vox populi de Miro, basada en 14 temes franco-canadencs, al Monument-Nacional. Goulet també va dirigir l'estrena de la Symphonie canadienne de Miro el 27 d'octubre de 1931. Les seves composicions també incloïen suites, dos concerts per a violoncel, obres per a violí solista i diverses balades, cançons i cançons per a veu solista i per a cor. Moltes de les seves obres es van publicar a "La Lyre" per a la qual també va treballar com a crític musical durant diversos anys.
Des de 1916-1921, Miro va ser director musical de la Berliner Gramophone Company i, posteriorment, va treballar amb la mateixa companyia a la "Compo Company Ltd". El 1930-1931 va dirigir un programa de ràdio dedicat a l'òpera i l'opereta per a la CNR Radio; destacant les principals representacions d'algunes de les seves pròpies obres. Posteriorment va treballar a la "Canadian Broadcasting Corporation" dirigint els populars programes de música espanyola Sevilliana i Mexicana. També va dirigir actuacions d'opereta, concerts d'orquestra i enregistraments per a "His Master's Voice" i "Apex Records", a més del seu treball com a director de ràdio. Va morir a Montreal a l'edat de 70 anys.